# 且听凤鸣
《且听凤鸣》（英語：Dance of the Phoenix），曾用名《神医凰后》，2020年中国大陆玄幻古裝剧，由陈家霖执导，改编自苏小暖所著小说《神医凰后》，由杨超越、徐开骋领衔主演，傅菁、陈意涵、王皓轩、郭丞、高基才等演员主演，于2019年9月開機的中国古装剧。於2020年8月10日在腾讯视频首播。

## 播出时间
| 频道     | 所在地               | 播出日期      | 备注                                    |
| -------- | -------------------- | ------------- | --------------------------------------- |
| 腾讯视频 | 中国                 | 2020年8月10日 | 每周一至三20:00更新2集 VIP會員搶先看6集 |
| Viki     | 联合国               | 2020年8月10日 | 每周一至三20:00更新2集                  |
| iflix    | 马来西亚 泰國 菲律賓 | 2020年8月10日 | 每周一至三20:00更新2集                  |
| CHING    |                      | 2020年11月9日 | 每周一至五20:30                         |

## 演员列表

### 主要演员
| 演員          | 角色          | 介紹 |
| 杨超越        | 鳳舞/風小五   | 君武大陆昔日的天才少女，第二位擁有鳳凰真血之人，為牧九州之徒，被宿敌左青鸞偷袭，奪走其鳳凰真血，成为废人，與此同時，現代中醫專業大學生孟媛意外進入這個修仙世界成為了廢柴鳳舞，並以鳳舞身份生活，再尋回仙靈果重新修煉。後來喜歡君臨淵。大婚當日，牧九州說要把她送回原來的世界。 |
| 徐开骋        | 君临渊        | 君武一族圣子，天之骄子，和凤舞有婚约，喜歡鳳舞。得到牧九州所有靈力之後，殺死魔尊，救了大家。 |
| 傅菁          | 左青芸/左青鸾 | 君武一族名门贵女，碧落宫宫主大弟子，表面心善大方、才能出眾，實則心機毒辣。和聖后一樣，為了權力，不擇手段，而為聖后所用。原將龍鳳靈戒丟入碧落宮的迷影鏡，最後被君臨淵和鳯舞打敗，在朝歌懷中死去                                                                                 |
| 陈意涵 周倚喬 | 朝歌 胖朝歌   | 凤舞的傻白甜闺蜜，碧落宮宮主的女兒，因替鳳舞擋毒因而身體腫脹成胖子。後因鳳舞闖天下樓得到天心花蕊得以解毒。喜歡玄奕。因體內封印有赤丹神珠，令其靈力增長緩慢。最後阻擋魔尊而此赤丹神珠解封，與玄奕灰飛煙滅，後因龍鳳靈戒保住元靈而得救。                                         |
| 王皓轩        | 御冥夜        | 暗夜幽冥少主，嚣张霸道，玩世不恭，武力值高，喜歡鳳舞。後為了救助鳳舞，被五雷打中，成了廢人，並退出暗夜幽廷。在其父魔尊死後，帶其回暗夜幽廷。 |
| 郭丞          | 风浔          | 蓬莱阁阁主外孙，自小与君临渊和玄奕一起长大，喜歡鳳舞。 |
| 高基才        | 玄奕          | 君武一族权贵之家的继承人。喜歡朝歌。在朝歌解封赤丹神珠後，要灰飛煙滅之時，牽著朝歌要與其一起消失，幸得牧九州花費靈力，保住二人元魂，才得以復生。 |
| 杨明娜        | 高聖后／紫硯  | 君武大陸的聖后娘娘，君臨淵後母，表面賢妻良母。因得不到牧九州的愛，誓要把牧九州建立的乾元大陸和君武學院毁掉。實野心勃勃，最愛權力。後借口聖主只顧修仙，不理民生，把其幽禁，又陷言聖子毒害其父，將其追輯。在魔尊死後，自知事敗不能達成願望，在魔尊屍旁自殺，隨其而去。           |

### 其他演員
| 演員   | 角色     | 介紹 |
| 李川   | 牧九州   | 乾元大陸靈力最高者，第一位擁有鳳凰真血之人，飛仙渡劫遭逢意外，化為遊魂寄於龍鳳靈戒之中，巧緣下被鳳舞拾得，收鳳舞為徒。在鳳舞遇險時會出手救她。後被鳳舞喚醒。最後為救愛徒將所有靈力傳送給君臨淵。                                                                                           |
| 張弓   | 君武聖君 | 君武一族聖君，君臨淵的父親，聖后的夫君 |
| 董顏   | 鳳琉     | 鳳家大夫人的女兒，鳳家六小姐。因同為鳳家小姐，但處處不如鳳舞而妒忌她。在鳳舞修為盡失時多次傷害鳳舞。 |
| 潘麓宇 | 鳳亦然   | 鳳家大夫人的兒子，奸險小人 |
| 孫雅麗 | 秋靈     | 鳳舞的丫鬟 |
| 姚書豪 | 高威     | 聖后的侄兒，幫聖后做事，最後綁鳳舞娘親逼就範而被風潯殺死 |
| 程茉   | 沐瑤     | 碧落宮女弟子，崇拜大師姐左青鸞，因好勝，和鳳舞不和，又因左青鸞偏愛朝歌，常找朝歌麻煩。後因發現左青鸞修魔,欲告發之,而被左青鸞所殺。 |
| 杨晗   | 黄鹂     | 碧落宮女弟子 |
| 鍾衛華 | 巴老頭   | 邊境煉丹師，與吳有道和寧世恩有交情。 |
| 胡小庭 | 美人娘親 | 鳳舞的母親，早就發現鳳舞已不是自己本來的女兒，但依然寵愛鳳舞。 |
| 陳昱同 | 暗夜魔尊 | 因喜歡聖后，暗裏追隨其後並助其完成心願，後被君臨淵殺死。 |
| 張海峰 | 吳有道   | 不老靈童，無門無派無師自通，與寧世恩相交多年情同手足，兩人修為伯仲之間，喜歡書畫古董。因找到牧九州的秘笈，因此與鳳舞同出一門。喜歡司馬雲娘，以為司徒馬娘被寧世恩放火燒死，後親手殺死寧世恩，為其報仇，向君臨淵和鳳舞坦言真相後將兩人關至密室，吞下絕脈天煞丹失去心智，自己也因此灰飛煙滅。 |
| 于子寬 | 寧世恩   | 出身君武一族，君武學院院長，與巴老頭有交情。曾因自己出身較好，暗自奪去原屬吳有道的君武學院院長之位，取而代之。後被吳有道為司馬雲娘報仇而被殺死。 |

## 电视剧歌曲
| 曲序 | 曲目                   |          | 作曲   | 编曲      | 演唱        |
| ---- | ---------------------- | -------- | ------ | --------- | ----------- |
| 1.   | 太初（片尾主题曲）     | 段思思   | 谭旋   | 陈思同    | 双笙/徐均朔 |
| 2.   | 临渊（人物情感曲）     | 小鱼萝莉 | 单喻龙 | 单喻龙    | 焦迈奇      |
| 3.   | 那时有风（热血成长曲） | 刘畅     | 曾缔   | 陈思同    | 夢然        |
| 4.   | 不够（人物情感曲）     | 王子     | 王子   | 钟磊/王子 | 冯希瑶      |
| 5.   | 空城计（插曲）         | 段思思   | 李香馨 | 陈思同    | 傅菁        |
| 6.   | 落跑精灵（插曲）       | 刘畅     | 李香馨 | 姚书寰    | 陈意涵      |